# القوانين البشعة
من عام 1867 حتى عام 1974، كانت مدن مختلفة في الولايات المتحدة تُطبّق ما يُعرف بقوانين المتسولين المشوّهين، والتي أُطلق عليها لاحقًا اسم "القوانين البشعة". استهدفت هذه القوانين الفقراء وذوي الإعاقات. فعلى سبيل المثال، نصّ قانون صدر في سان فرانسيسكو عام 1867 على أن من غير القانوني "لأي شخص مصاب بمرض أو عاهة أو تشويه أو تشوّه جسدي بأي شكل من الأشكال بحيث يُعدّ كائنًا بشعًا أو مثيرًا للاشمئزاز، أن يعرّض نفسه أو نفسها للمشاهدة العامة". كانت الاستثناءات من هذا المنع مسموحًا بها فقط إذا كان الأشخاص جزءًا من عرض توضيحي، بهدف إظهار التمييز بين ذوي الإعاقة وغيرهم، وإبراز حاجتهم للإصلاح.
اقترحت جمعية تنظيم الأعمال الخيرية أن أفضل طريقة لتقديم المساعدة الخيرية تكمن في التحقيق مع المحتاجين وإرشادهم بدلاً من منحهم مساعدة مادية مباشرة. وقد ولّد ذلك صراعًا لدى الناس بين رغبتهم في أن يكونوا مسيحيين صالحين ومواطنين صالحين عند رؤيتهم لأشخاص محتاجين. واعتُبر أن المتسولين يفرضون شعورًا بالذنب على الناس بهذه الطريقة. كتب المربّي ويليام ف. سلوم في عام 1886 أن "الفقر المزمن مرض في جسد المجتمع، جرح في الجسد السياسي، وبما أنه مرض، يجب استئصاله قدر الإمكان، ويجب أن يكون الهدف العلاجي خلف كل تفكيرنا وجهدنا تجاه فئة الفقراء". وبالمثل، اقترح كتّاب آخرون أن من يمنح المال للمتسولين من دون معرفة كيف سيُستخدم يكون "مذنبًا كمن يطلق النار في حشد من الناس".
تم صكّ مصطلح "القوانين البشعة" في منتصف سبعينيات القرن العشرين من قبل المنتقدَين مارشا بيرس بورغدورف وروبرت بورغدورف الابن.

## التاريخ
ظهرت القوانين البشعة في الولايات المتحدة في أواخر القرن التاسع عشر. خلال هذه الفترة، شهدت المدن تدفقًا كبيرًا للسكان الجدد، مما شكّل ضغطًا على المجتمعات القائمة. كان بعض الوافدين الجدد يعيشون في فقر، ما أدى إلى وجود عدد كبير من الغرباء يعيشون بالقرب من بعضهم البعض، على عكس القرى الصغيرة حيث كانت المؤسسات المحلية مثل المدارس والعائلات والكنائس تساهم في تنظيم العلاقات الاجتماعية. كردّ فعل على هذا التدفق للفقراء، سعى القساوسة ومنظمو العمل الخيري والمخططون المدنيون والمسؤولون في المدن إلى سنّ قوانين بشعة.
ركّزت لغة قوانين المتسولين المشوّهين على إخفاء الأجزاء من الجسم التي قد تبدو مشوّهة أو مريضة، بما في ذلك أي حركة تشير إلى وجود إعاقة أو مرض، مثل العرج.
أول قانون أميركي يتعلّق بمنع ظهور ذوي الإعاقة في الأماكن العامة صدر في سان فرانسيسكو، كاليفورنيا عام 1867، وكان مرتبطًا بموضوع التسوّل بشكل عام. وقد سُجّل أن بعض الأشخاص الذين ربما كانوا بحاجة إلى المال سافروا إلى كاليفورنيا على أمل الثراء خلال حمى الذهب، وعندما لم ينجحوا، بقوا هناك. وتُظهر الرسائل والوثائق من تلك الفترة بعد حمى الذهب وجود عدد كبير من الأشخاص "المجانين" يتجولون في الشوارع. حتى أن هيلبر (1948) وصف هؤلاء الأشخاص بـ"الإزعاج المثير للشفقة"، مشيرًا إلى أنهم تُركوا في الأماكن العامة من دون رعاية.
كان لدى مدينة نيو أورلينز، لويزيانا، قانون مشابه تم تطبيقه بصرامة عام 1883. وذكرت إحدى الصحف المحلية أن المدينة تبنّت موقفًا صارمًا من التسوّل، كما فعلت مدن أميركية أخرى.
أصدرت مدينة بورتلاند، أوريغون، قانونًا بشعًا في عام 1881.
أما قانون شيكاغو الصادر عام 1881 فقد نص على ما يلي:
"أي شخص مصاب بمرض أو عاهة أو تشويه أو أي تشوّه آخر، بحيث يُعدّ كائنًا بشعًا أو مثيرًا للاشمئزاز، أو شخصًا غير لائق للتواجد في الشوارع أو الطرق أو الأماكن العامة في المدينة، لا يجوز له أن يعرّض نفسه أو نفسها للمشاهدة العامة، تحت طائلة غرامة قدرها دولار واحد عن كل مخالفة" (قانون مدينة شيكاغو 1881).
يعادل الدولار الواحد آنذاك ما يُقارب 33 دولارًا في عام 2024. وفي معظم المدن، تراوحت العقوبات بين السجن وغرامات تصل إلى 50 دولارًا عن كل مخالفة.
دخل قانون المتسولين المشوّهين حيّز التنفيذ في شيكاغو، إلينوي، في أيار 1881، وكان من إعداد عضو مجلس المدينة جيمس بيڤي، الذي صرّح لصحيفة "شيكاغو تريبيون" في 19 أيار 1881 بأن هدف القانون هو "إزالة كل العقبات من الشوارع". حددت القوانين البشعة فئات من الناس على أنهم يعيقون الحياة العامة ومنعتهم من التواجد في الأماكن العامة. وغالبًا ما كان هؤلاء من الفقراء أو المتسولين، ما جعل من هذه القوانين وسيلة لإبعاد الفقراء عن أنظار المجتمع.
تبع ذلك صدور قوانين مشابهة في دنفر، كولورادو، ولينكولن، نبراسكا، عام 1889. كما تم اعتماد قانون بشع في أوماها، نبراسكا، بين عامي 1881 و1890. وأدى الكساد الكبير عام 1893 إلى صدور قوانين مماثلة في مدن أخرى، منها كولومبوس، أوهايو، عام 1894، وفي ولاية بنسلفانيا عام 1891. وكان قانون بنسلفانيا مختلفًا لأنه شمل الإعاقات الذهنية إلى جانب الإعاقات الجسدية. كما أُجريت محاولة في نيويورك لسن قانون بشع عام 1895 لكنها فشلت، رغم أن المسودات الأولية كانت مشابهة لقانون بنسلفانيا. أما رينو، نيفادا، فقد أقرّت قانونًا قبل عام 1905، بينما حاولت لوس أنجلوس، كاليفورنيا، تمرير قانون مماثل عام 1913.
وفي مانيلا، الفلبين، التي كانت تحت السيطرة الأميركية، صدر قانون البشاعة عام 1902. وقد كُتب هذا القانون بالإنجليزية وتضمّن العبارة المعتادة "لا يجوز لأي شخص مريض الظهور في الأماكن العامة". اعتُبر هذا القانون من أوائل القوانين التي كُتبت في ظل الإدارة الأميركية، وجاء ضمن حملة أكبر لإصلاح الصحة العامة.
أُلغيَت آخر القوانين البشعة عام 1974. وكانت أوماها قد ألغت قانونها عام 1967، إلا أنه تم تسجيل حالة توقيف بموجب هذا القانون عام 1974. ألغت كولومبوس، أوهايو، قانونها عام 1972، وكانت شيكاغو آخر مدينة تلغي قانونها عام 1974.

## التنفيذ
كان من يُقبض عليه بموجب هذه القوانين يُغرَّم أو يُحتجز في السجن إلى أن يُنقل إلى ملجأ الفقراء أو مزرعة العمل. ويشير نص قانون سان فرانسيسكو إلى إرسال المخالفين إلى دار الفقراء، ما يعكس سياسة قوانين الفقر في العصر الفيكتوري.
لاحظ المؤرخ براد بايروم أن هذه القوانين نادرًا ما طُبّقت بشكل صارم، بل كثيرًا ما تجاهلتها الشرطة. وسُجّلت أول حالة توقيف بموجب هذه القوانين لشخص يُدعى مارتن أوتس في سان فرانسيسكو، في تموز 1867، وكان جنديًا سابقًا في الحرب الأهلية الأميركية.
لم تمنع هذه القوانين العروض الترفيهية التي يشارك فيها ذوو الإعاقة، ولكنها قيّدت اندماجهم في المجتمع العام.
استُخدمت هذه القوانين للتحكّم في استخدام ذوي الإعاقة للمساحات العامة حتى بعد توقيع قانون إعادة التأهيل عام 1973.
لعب العنصرية أيضًا دورًا في سنّ هذه القوانين وتطبيقها، ففي ستينيات القرن التاسع عشر، تم احتجاز المهاجرين الصينيين في سان فرانسيسكو قسرًا لمنع انتشار الأوبئة.
آخر عملية توقيف تم تسجيلها بموجب قانون بشع كانت عام 1974، في أوماها، نبراسكا، حيث أُوقف رجل مشرّد بسبب ندوب وآثار على جسده. في هذه القضية، لاحظ القاضي والتر كروبر والمدّعي العام المساعد ريتشارد إبستين أن القانون لا يحتوي على تعريف قانوني لـ"البشاعة"، ما يجعل من الصعب ملاحقة الشخص. ورفض المدّعي العام للمدينة، غاري بوتشينو، توجيه الاتهام.
الانتقادات
منعت القوانين البشعة بعض الأشخاص من ذوي الإعاقة الجسدية من الخروج إلى الأماكن العامة إطلاقًا.
يرى الباحث البريطاني ستيوارت موراي أن "العدوى المدنية" المتمثلة في انتشار هذه القوانين تُعدّ ظاهرة أميركية بامتياز، ويقول: "الإعاقة تزعج، وتزعزع الإحساس بالذات في السياق الأميركي بشكل خاص".
قال جاكوبوس تينبروك (1966) إن القيود المفروضة على الأشخاص ذوي الإعاقة لا ترتبط كثيرًا بالإعاقة نفسها، بل بـ"تخيلات المجتمع بشأن صعوبات الإعاقة ومخاطرها".
في عام 1975، كتب كل من مارشا بيرس بورغدورف وروبرت بورغدورف الابن مقالًا بعنوان "تاريخ المعاملة غير المتساوية: مؤهلات الأشخاص ذوي الإعاقة كفئة مشبوهة بموجب بند الحماية المتساوية"، وهو المقال الذي أطلق مصطلح "القوانين البشعة" المستمد من عنوان خبر عن حادثة أوماها عام 1974.
تتضمّن مسرحية "جسد بورن" لجون بيلوزو مشهدًا يتعرّض فيه راندولف بورن للمساءلة بموجب قانون بشع في شيكاغو. رغم أن الحدث خيالي، فإنه يُبرز تأثير هذه القوانين على تاريخ الإعاقة.
في عام 1980، وخلال جولة في أوروبا، ألقت الفنانة فيكتوريا آن لويس من "مسرح ليليث النسائي" في سان فرانسيسكو مونولوجًا عن صعوبة حصول الأشخاص ذوي الإعاقة على وظائف بسبب الفكرة الاجتماعية التي تقول إن عليهم الاختفاء أو الانضمام إلى السيرك. وقد شعرت بأنها مُنعت من دخول مدرسة مسرح في نيويورك بسبب عرجها، وأخبروها أنها قد تعمل خلف الكواليس. ربطت ذلك بالقوانين البشعة وشعورها بأنها غير قادرة على الأداء في بعض المدن.

## الأثر على التشريعات والسياسات
ارتبطت القوانين البشعة بمفاهيم "إدارة الصحة العامة"، مثل العزل العنصري، واليوجينيا (تحسين النسل)، والمؤسسات الإيوائية.
أثّرت هذه القوانين على تعريف المجتمع لإعادة التأهيل. فـ"في البرنامج التأهيلي، الهدف هو إزالة الإعاقة"، و"إخفاء ذوي الإعاقة وكل ما ينقصهم، من أجل إذابتهم في الكل الاجتماعي الأكبر". لم يُسمح لذوي الإعاقة بالتسوّل علنًا للحصول على طعام أو مال، لكن كان مقبولًا أن يعرضوا أنفسهم لأغراض تجارية لجمع التبرعات لعلاجهم أو إنقاذهم من إعاقتهم.
كما أثّرت هذه القوانين والسياسات الخيرية المرتبطة بها على العلاقات والزواج والحق في الحياة. ناقش صانعو السياسات منع زواج الأشخاص ذوي الإعاقة وإنجابهم، بدعوى حماية "المخزون الوراثي" للمجتمع. وقيل إن الإحسان يجب أن "يبذل ما بوسعه لوقف لعنة الانحطاط العرقي". ورغم أن البعض رأى أن القتل الرحيم قد يكون خلاصًا للأشخاص ذوي الإعاقة، إلا أن ذلك اعتُبر مناقضًا للمبادئ الأخلاقية الدينية.
تسارعت وتيرة إلغاء هذه القوانين بعد إقرار قانون إعادة التأهيل لعام 1973، ولا سيما المادة 504 منه، وكذلك بعد صدور قانون الأميركيين ذوي الإعاقة عام 1990، الذي حال دون عودة مثل هذه القوانين مستقبلاً.
علّق فريدمان (2011) قائلًا:
"الأفراد ذوو الإعاقة هم أقلية متميزة ومعزولة، واجهوا قيودًا وحرمانًا، وتعرّضوا لتاريخ من المعاملة غير المتكافئة المتعمّدة، وأُقصوا من الحياة السياسية بسبب صفات خارجة عن إرادتهم، ونتيجة افتراضات نمطية لا تعبّر بدقة عن قدراتهم الفردية في المشاركة والمساهمة في المجتمع".